# The Mummy's Tomb
The Mummy's Tomb è un film del 1942 diretto da Harold Young.
È il sequel di The Mummy's Hand, prodotto dalla Universal nel 1940. In Italia il film è inedito nelle sale ed è andato in onda in versione originale sottotitolato nel circuito satellitare.

## Trama
Sono passati trent'anni dalla scoperta della tomba della principessa Ananka e la mummia fa un viaggio negli Stati Uniti accompagnata dal sacerdote Bey che vuole vendicarsi dell'archeologo Banning.

## Produzione
Alcune scene del film sono riprese dal film precedente The Mummy's Hand.